# Bragassargues
Bragassargues est une commune française située dans le centre du département du Gard, en région Occitanie.
Exposée à un climat méditerranéen, elle est drainée par le ruisseau de Crieulon et par divers autres petits cours d'eau. La commune possède un patrimoine naturel remarquable composé d'une zone naturelle d'intérêt écologique, faunistique et floristique.
Bragassargues est une commune rurale qui compte 168 habitants en 2022, après avoir connu une forte hausse de la population depuis 1975.  Ses habitants sont appelés les Bragassarguois ou  Bragassarguoises.

## Géographie

### Localisation
Bragassargues est traversé par le chemin de randonnée GR 63 qui part d'Avignon pour retrouver les Cévennes.
Le village est situé à 26 km à l'ouest-nord-ouest de Nîmes et à 37 km au sud-est du Vigan, sous-préfecture dont dépend la commune. Il est situé entre les garrigues nîmoises et les Cévennes.
| Logrian-Florian | Puechredon               |                   |
| Quissac         | Bragassargues            | Cannes-et-Clairan |
|                 | Orthoux-Sérignac-Quilhan |                   |

### Hydrographie et relief
Le village est adossé aux collines calcaires, la vigne est cultivée sur les coteaux.
Le Crieulon, affluent du Vidourle avec un régime pluvial qui peut atteindre des débits importants, a nécessité la construction d'un barrage écrêteur de crues (le barrage de la Rouvière). L'édifice se situe sur les communes de Bragassargues (pour la rive gauche) et de Quissac (rive droite).

### Climat
Pour des articles plus généraux, voir Climat de l'Occitanie et Climat du Gard.
En 2010, le climat de la commune est de type climat méditerranéen franc, selon une étude s'appuyant sur une série de données couvrant la période 1971-2000. En 2020, Météo-France publie une typologie des climats de la France métropolitaine dans laquelle la commune est exposée à un climat méditerranéen et est dans la région climatique Provence, Languedoc-Roussillon, caractérisée par une pluviométrie faible en été, un très bon ensoleillement (2 600 h/an), un été chaud (21,5 °C), un air très sec en été, sec en toutes saisons, des vents forts (fréquence de 40 à 50 % de vents > 5 m/s) et peu de brouillards.
Pour la période 1971-2000, la température annuelle moyenne est de 14,1 °C, avec une amplitude thermique annuelle de 17,1 °C. Le cumul annuel moyen de précipitations est de 884 mm, avec 6,3 jours de précipitations en janvier et 3,2 jours en juillet. Pour la période 1991-2020, la température moyenne annuelle observée sur la station météorologique la plus proche, située sur la commune de Vic-le-Fesq à 6 km à vol d'oiseau, est de 14,2 °C et le cumul annuel moyen de précipitations est de 844,7 mm,. Pour l'avenir, les paramètres climatiques de la commune estimés pour 2050 selon différents scénarios d'émission de gaz à effet de serre sont consultables sur un site dédié publié par Météo-France en novembre 2022.

### Milieux naturels et biodiversité

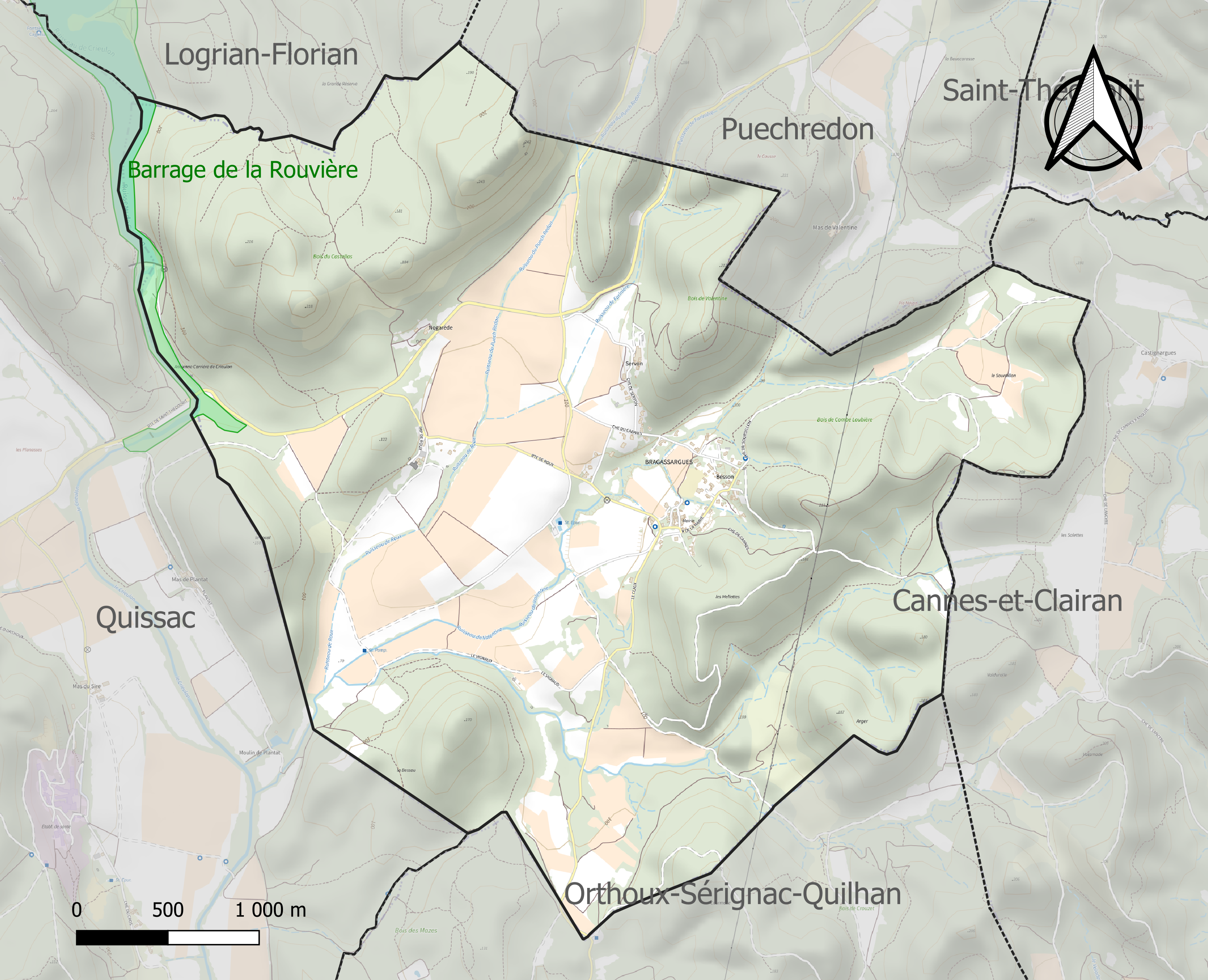
Carte de la ZNIEFF de type 1 localisée sur la commune.

L’inventaire des zones naturelles d'intérêt écologique, faunistique et floristique (ZNIEFF) a pour objectif de réaliser une couverture des zones les plus intéressantes sur le plan écologique, essentiellement dans la perspective d’améliorer la connaissance du patrimoine naturel national et de fournir aux différents décideurs un outil d’aide à la prise en compte de l’environnement dans l’aménagement du territoire.
Une ZNIEFF de type 1 est recensée sur la commune :
le « barrage de la Rouvière » (49 ha), couvrant 3 communes du département.

## Urbanisme

### Typologie
Au 1er janvier 2024, Bragassargues est catégorisée commune rurale à habitat dispersé, selon la nouvelle grille communale de densité à sept niveaux définie par l'Insee en 2022.
Elle est située hors unité urbaine et hors attraction des villes,.

### Occupation des sols
L'occupation des sols de la commune, telle qu'elle ressort de la base de données européenne d’occupation biophysique des sols Corine Land Cover (CLC), est marquée par l'importance des forêts et milieux semi-naturels (67,8 % en 2018), une proportion identique à celle de 1990 (67,8 %). La répartition détaillée en 2018 est la suivante : 
forêts (65,2 %), cultures permanentes (31,6 %), milieux à végétation arbustive et/ou herbacée (2,6 %), zones agricoles hétérogènes (0,6 %). L'évolution de l’occupation des sols de la commune et de ses infrastructures peut être observée sur les différentes représentations cartographiques du territoire : la carte de Cassini (XVIIIe siècle), la carte d'état-major (1820-1866) et les cartes ou photos aériennes de l'IGN pour la période actuelle (1950 à aujourd'hui).

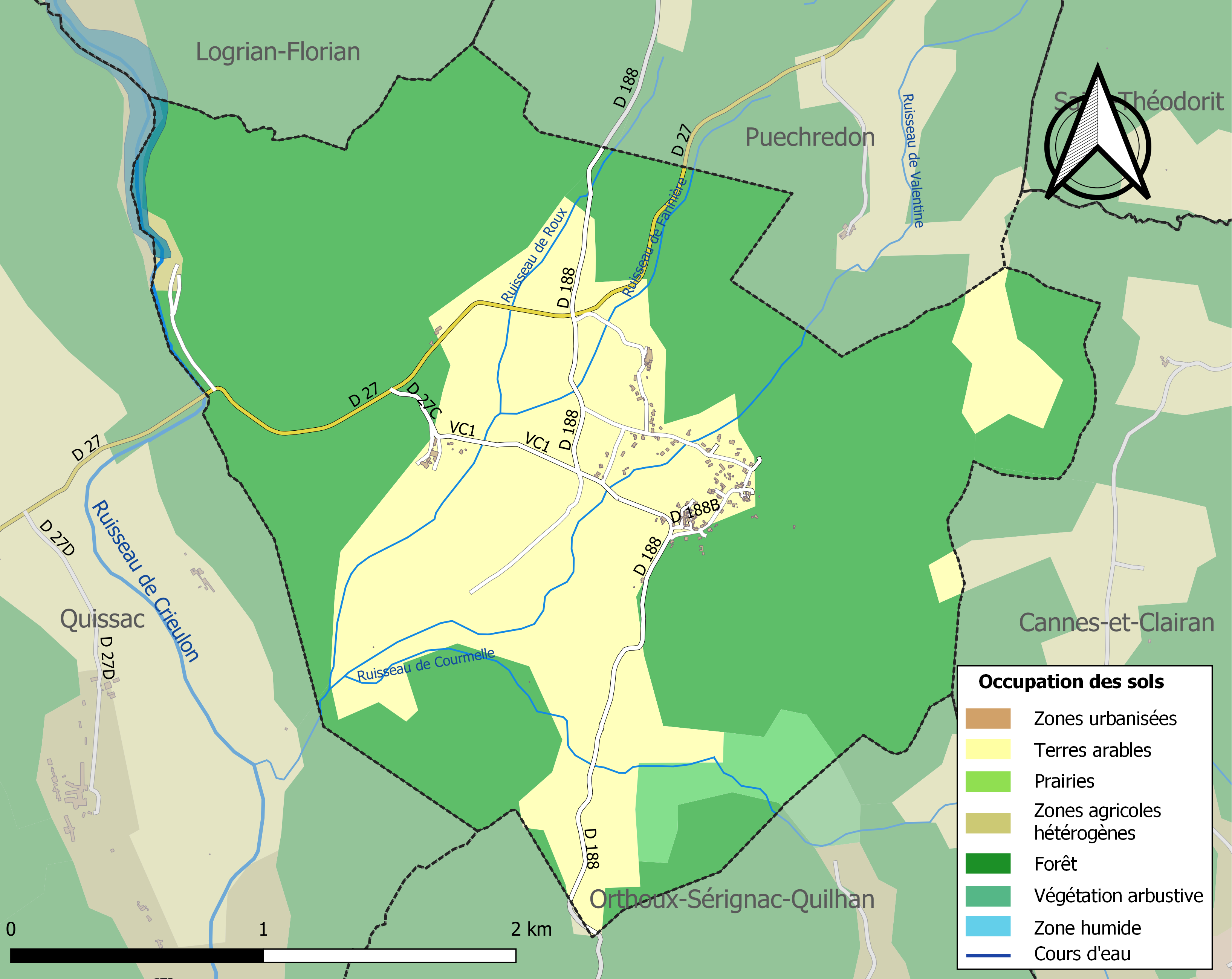
Carte des infrastructures et de l'occupation des sols de la commune en 2018 (CLC).

### Risques majeurs
Le territoire de la commune de Bragassargues est vulnérable à différents aléas naturels : météorologiques (tempête, orage, neige, grand froid, canicule ou sécheresse), inondations, feux de forêts, mouvements de terrains et séisme (sismicité faible). Un site publié par le BRGM permet d'évaluer simplement et rapidement les risques d'un bien localisé soit par son adresse soit par le numéro de sa parcelle.
Certaines parties du territoire communal sont susceptibles d’être affectées par le risque d’inondation par débordement de cours d'eau et par une crue torrentielle ou à montée rapide de cours d'eau, notamment le ruisseau de Crieulon. La commune a été reconnue en état de catastrophe naturelle au titre des dommages causés par les inondations et coulées de boue survenues en 1982, 1992, 1993, 1994, 1996, 2001 et 2002,.

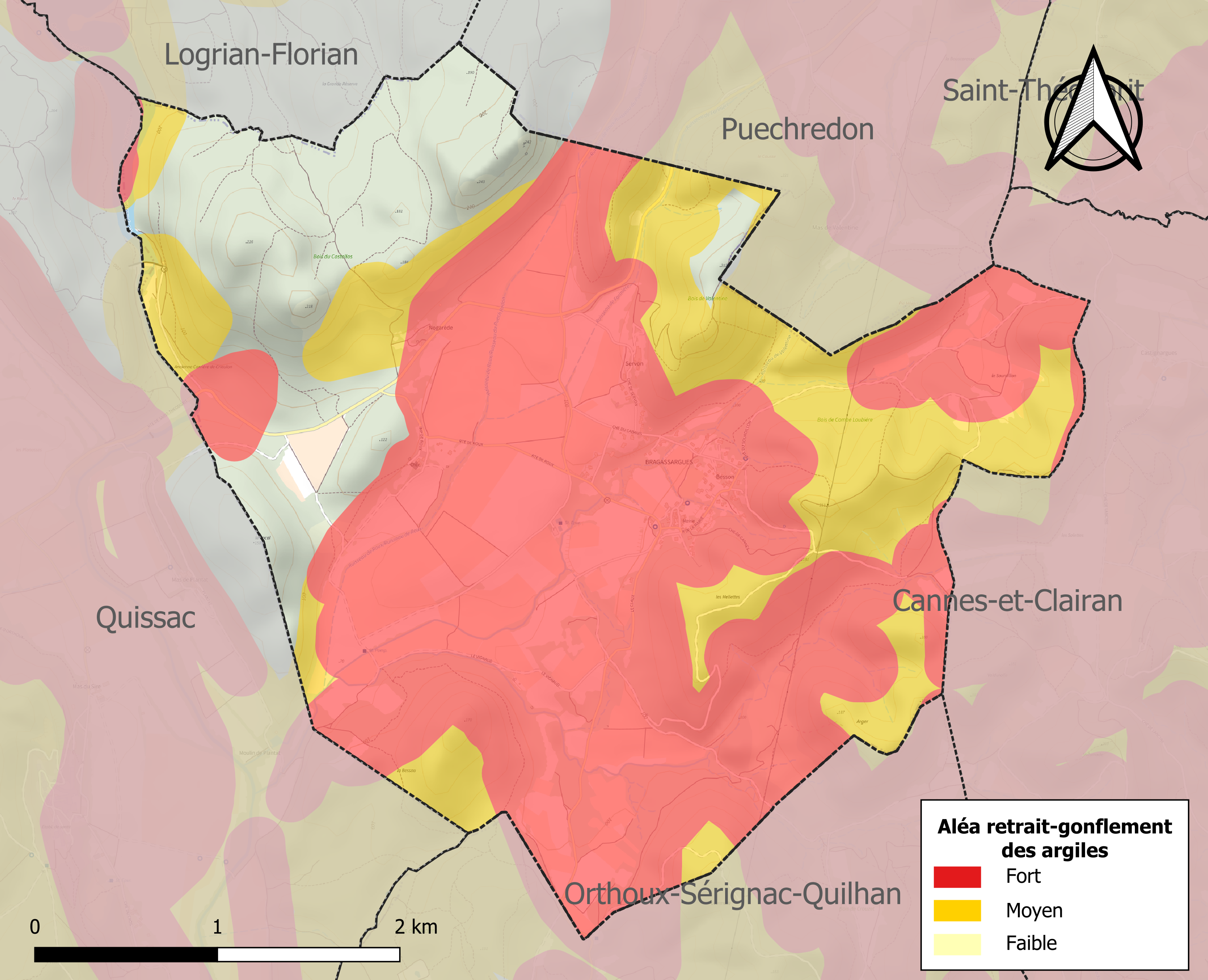
Carte des zones d'aléa retrait-gonflement des sols argileux de Bragassargues.

La commune est vulnérable au risque de mouvements de terrains constitué principalement du retrait-gonflement des sols argileux. Cet aléa est susceptible d'engendrer des dommages importants aux bâtiments en cas d’alternance de périodes de sécheresse et de pluie. 81,4 % de la superficie communale est en aléa moyen ou fort (67,5 % au niveau départemental et 48,5 % au niveau national). Sur les 100 bâtiments dénombrés sur la commune en 2019, 100 sont en aléa moyen ou fort, soit 100 %, à comparer aux 90 % au niveau départemental et 54 % au niveau national. Une cartographie de l'exposition du territoire national au retrait gonflement des sols argileux est disponible sur le site du BRGM,.
Par ailleurs, afin de mieux appréhender le risque d’affaissement de terrain, l'inventaire national des cavités souterraines permet de localiser celles situées sur la commune.

## Toponymie
Ses habitants se nomment les Bragassargais.

## Histoire

### Préhistoire
Découverte, sur le territoire de la commune, d'une statue-menhir datant d'environ 3000 ans av. J.-C. Celle-ci est actuellement exposée au muséum d'histoire naturelle de Nîmes.

### Antiquité
D'autres traces d’une occupation humaine sur le territoire de Bragassargues remontent à la période protohistorique et sont attestées par des céramiques datées des Ve et VIe siècles av. J.-C. découvertes au castellas de Roucaute, et par une enceinte dont subsistent des vestiges.

### Moyen Âge
Sur le même site, un château est bâti au XIIe siècle : en restent les murs du donjon et une partie de l’enceinte. À cette époque, le hameau de Bragassargues existe depuis au moins deux siècles : il est mentionné pour la première fois en 959, sous le nom de « Bracacianicus », dans le cartulaire de Notre-Dame de Nîmes.

### Époque moderne
Au XVIIe siècle, le village est protestant. Jacques Bonbonnoux, figure de la guerre des Camisards, naît à Bragassargues. L’église, le presbytère et le cimetière catholique sont vendus à la Révolution.

### Époque contemporaine
La commune connaît peu d’évolutions au cours du XIXe siècle. Les terres sont majoritairement constituées de bois et de pâtures, les cultures principalement consacrées à la céréaliculture, complétée à la marge d’oliviers et de mûriers. La vigne est quasi inexistante jusqu’au XXe siècle. Bragassargues est une commune pauvre, peu peuplée, dont la population est dispersée entre le petit village central et les mas des grandes propriétés agricoles auxquelles appartiennent les 3/4 des terres, orientés vers l’élevage. Ce contexte explique l’absence d’un patrimoine communal important. L’investissement dans les équipements collectifs est limité : deux puits communaux, une mairie-école à la fin du XIXe siècle.

## Politique et administration

### Liste des maires
| Période                                  | Période   | Identité              | Étiquette | Qualité  |
| ---------------------------------------- | --------- | --------------------- | --------- | -------- |
| mars 1971                                | juin 2005 | Robert Ratier         | PCF       |          |
| juillet 2005                             | mars 2008 | Patrick Deschuyteneer |           |          |
| mars 2008                                | 2014      | Michel Marion         | SE        |          |
| mars 2014                                | En cours  | Jean-Yves Grosmaître  | SE        | Retraité |
| Les données manquantes sont à compléter. |           |                       |           |          |

## Population et société

### Démographie
L'évolution du nombre d'habitants est connue à travers les recensements de la population effectués dans la commune depuis 1793. Pour les communes de moins de 10 000 habitants, une enquête de recensement portant sur toute la population est réalisée tous les cinq ans, les populations de référence des années intermédiaires étant quant à elles estimées par interpolation ou extrapolation. Pour la commune, le premier recensement exhaustif entrant dans le cadre du nouveau dispositif a été réalisé en 2005.

En 2022, la commune comptait 168 habitants, en évolution de −5,08 % par rapport à 2016 (Gard : +2,97 %, France hors Mayotte : +2,11 %).
| 1793 | 1800 | 1806 | 1821 | 1831 | 1836 | 1841 | 1846 | 1851 |
| ---- | ---- | ---- | ---- | ---- | ---- | ---- | ---- | ---- |
| 90   | 74   | 99   | 83   | 86   | 76   | 77   | 84   | 101  |

| 1856 | 1861 | 1866 | 1872 | 1876 | 1881 | 1886 | 1891 | 1896 |
| ---- | ---- | ---- | ---- | ---- | ---- | ---- | ---- | ---- |
| 91   | 106  | 109  | 100  | 95   | 68   | 85   | 82   | 93   |

| 1901 | 1906 | 1911 | 1921 | 1926 | 1931 | 1936 | 1946 | 1954 |
| ---- | ---- | ---- | ---- | ---- | ---- | ---- | ---- | ---- |
| 105  | 80   | 86   | 88   | 92   | 86   | 76   | 89   | 80   |

| 1962 | 1968 | 1975 | 1982 | 1990 | 1999 | 2005 | 2006 | 2010 |
| ---- | ---- | ---- | ---- | ---- | ---- | ---- | ---- | ---- |
| 79   | 76   | 54   | 68   | 94   | 94   | 122  | 124  | 143  |

| 2015 | 2020 | 2022 | - | - | - | - | - | - |
| ---- | ---- | ---- | - | - | - | - | - | - |
| 173  | 167  | 168  | - | - | - | - | - | - |

## Économie

### Revenus
En 2018  (données Insee publiées en septembre 2021), la commune compte 69 ménages fiscaux, regroupant 163 personnes. La médiane du revenu disponible par unité de consommation est de 20 430 € (20 020 € dans le département).

### Emploi
|                | 2008   | 2013   | 2018  |
| -------------- | ------ | ------ | ----- |
| Commune        | 8,2 %  | 11,1 % | 4,5 % |
| Département    | 10,6 % | 12 %   | 12 %  |
| France entière | 8,3 %  | 10 %   | 10 %  |

En 2018, la population âgée de 15 à 64 ans s'élève à 92 personnes, parmi lesquelles on compte 77,5 % d'actifs (73 % ayant un emploi et 4,5 % de chômeurs) et 22,5 % d'inactifs,. Depuis 2008, le taux de chômage communal (au sens du recensement) des 15-64 ans est inférieur à celui de la France et du département.
La commune est hors attraction des villes,. Elle compte 16 emplois en 2018, contre 13 en 2013 et 15 en 2008. Le nombre d'actifs ayant un emploi résidant dans la commune est de 68, soit un indicateur de concentration d'emploi de 24,2 % et un taux d'activité parmi les 15 ans ou plus de 52,2 %.
Sur ces 68 actifs de 15 ans ou plus ayant un emploi, 15 travaillent dans la commune, soit 23 % des habitants. Pour se rendre au travail, 81,8 % des habitants utilisent un véhicule personnel ou de fonction à quatre roues, 3 % les transports en commun, 4,5 % s'y rendent en deux-roues, à vélo ou à pied et 10,6 % n'ont pas besoin de transport (travail au domicile).

### Activités hors agriculture
16 établissements sont implantés  à Bragassargues au 31 décembre 2019.
Le secteur du commerce de gros et de détail, des transports, de l'hébergement et de la restauration est prépondérant sur la commune puisqu'il représente 25 % du nombre total d'établissements de la commune (4 sur les 16 entreprises implantées  à Bragassargues), contre 30 % au niveau départemental.

### Agriculture
|               | 1988 | 2000 | 2010 | 2020 |
| ------------- | ---- | ---- | ---- | ---- |
| Exploitations | 7    | 6    | 8    | 8    |
| SAU (ha)      | 182  | 187  | 237  | 231  |

La commune est dans les Garrigues, une petite région agricole occupant le centre du département du Gard. En 2020, l'orientation technico-économique de l'agriculture  sur la commune est la viticulture. Huit exploitations agricoles ayant leur siège dans la commune sont dénombrées lors du recensement agricole de 2020 (sept en 1988). La superficie agricole utilisée est de 231 ha,,.

## Culture locale et patrimoine

### Édifices civils
* Château de Roux. propriété en 1770  de Sylvestre de Soulier de Bragassargues et de son épouse Rose de Boisson, dame de Bagard. En 1785, ils marient au château leur fille, Françoise Gabrielle, qui épouse Jean-Baptiste Louis de Rochemore, baron d'Aigremont. Il sera ensuite vendu plusieurs fois. Les Rochemore sont apparentés (du 16eme siècle aux années 1660)  à de prestigieuses familles protestantes, comme les du Ranc de Vibrac. Marie de Richard, épouse de Rochemore, s'exile à Genève où elle meurt en 1738. 

## Héraldique
| Blason de Bragassargues | Blason  | D'azur aux trois rochers d'argent mouvant de la pointe, au chef du même chargé de trois étoiles de gueules. |
| Blason de Bragassargues | Détails | |